# Ангел Симов
Ангел Ахилов Симов (Ђевђелија, 1935 – Скопље, 1998) био је македонски и југословенски фармацеут и професор најпознатији по стварању лека за болове кафетина.

## Биографија
Био је редован професор и један од оснивача фармацеутског факултета у Скопљу, председник Македонског фармацеутског друштва и један од оснивача Фармацеутске коморе. Такође је био аутор стручних уџбеника и директор куће "Алкалоид".
Иако није пронашао ниједну од четири супстанце које чине кафетин, успешно их је спојио у јединствени лек са аналгетским ефектом. Од 1957. године па до данас кафетин је један од највећих извозних производа Северне Македоније.